# Reimer Johannes Meyer-Jens
Reimer Johannes Meyer-Jens (* 3. Juli 1931 in Uetersen; † 6. Mai 2019 in München) war ein deutscher Bauingenieur.
Reimer Johannes Meyer-Jens studierte Bauingenieurwesen an der TH Hannover. 1964 wurde er am Institut für Statik der TH Hannover mit der Dissertation „Einleitung von Querlasten in umfangsversteifte zylindrische Membranschalen mit elliptischer Querschnittsform“ promoviert. Meyer-Jens war danach in leitender Position für Focke-Wulf, ab 1963 umfirmiert als Vereinigte Flugtechnische Werke, in Bremen tätig. Von 1971 bis 1978 hatte er zudem einen Lehrauftrag an der Ruhr-Universität Bochum inne.
1978 erhielt er einen Ruf an die Technische Universität München und wurde in Nachfolge von Gerhard Czerwenka Ordinarius des Lehrstuhls für Leichtbau. 1996 wurde er emeritiert.